# びなす (初代)
びなす（VENUS）は、東日本フェリーが運航していたフェリーである。船名はギリシャ神話の美の女神アプロディーテーに由来する。本項目では1975年に就航した初代を取り扱う。

## 概要
内海造船田熊工場で建造され、1975年8月7日に竣工、。
1994年7月フィリピンへ売船後、1995年3月、ギリシャのen:Strintzis Linesに売却されKEFALONIAとして就航した。2004年11月にはStrintzis Ferriesに売却された。
2013年3月、en:Kefalonian Linesに売却されNISSOS KEFALONIAとなった。2016年4月現在、おもにアドリア海で運用されている。

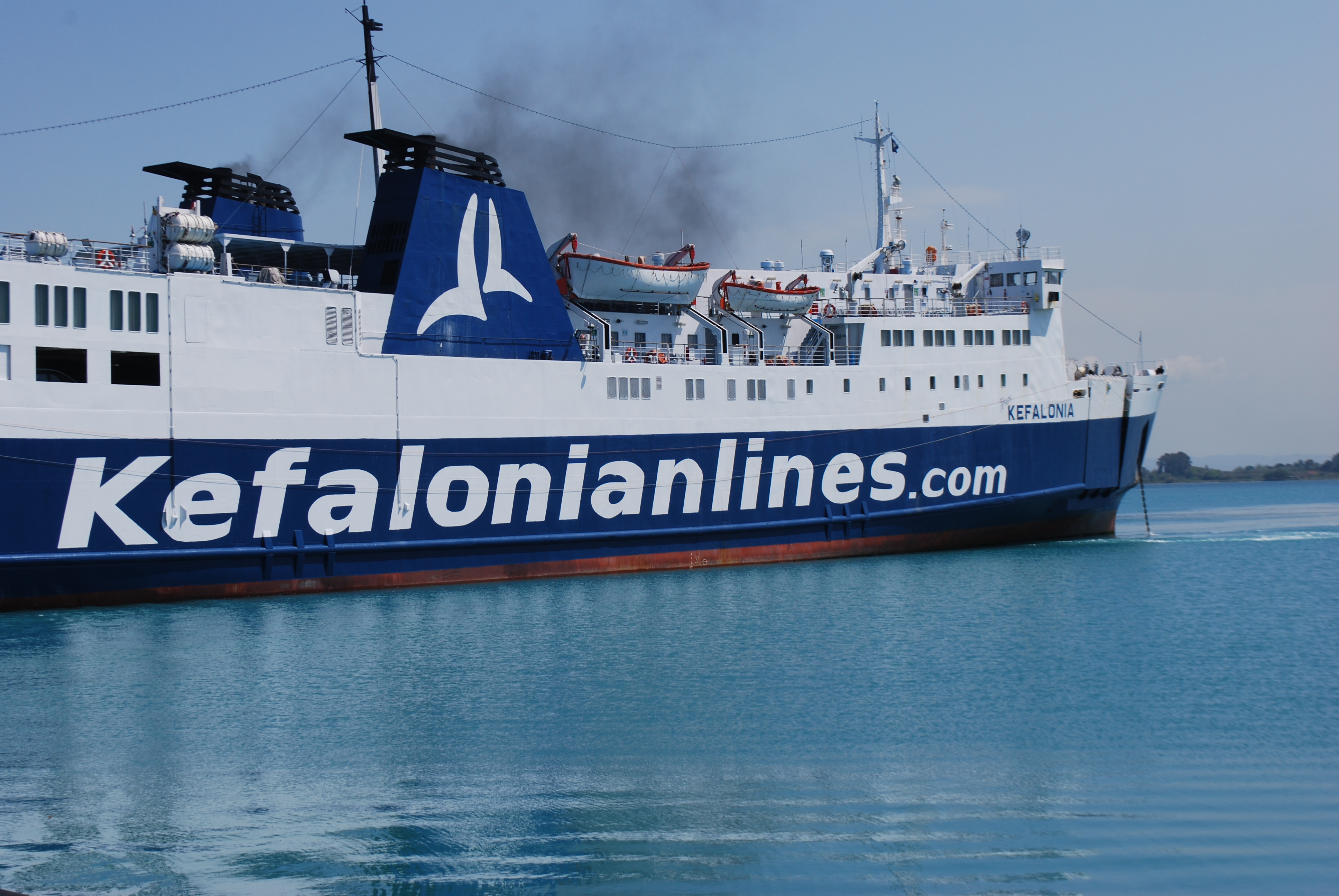
船首
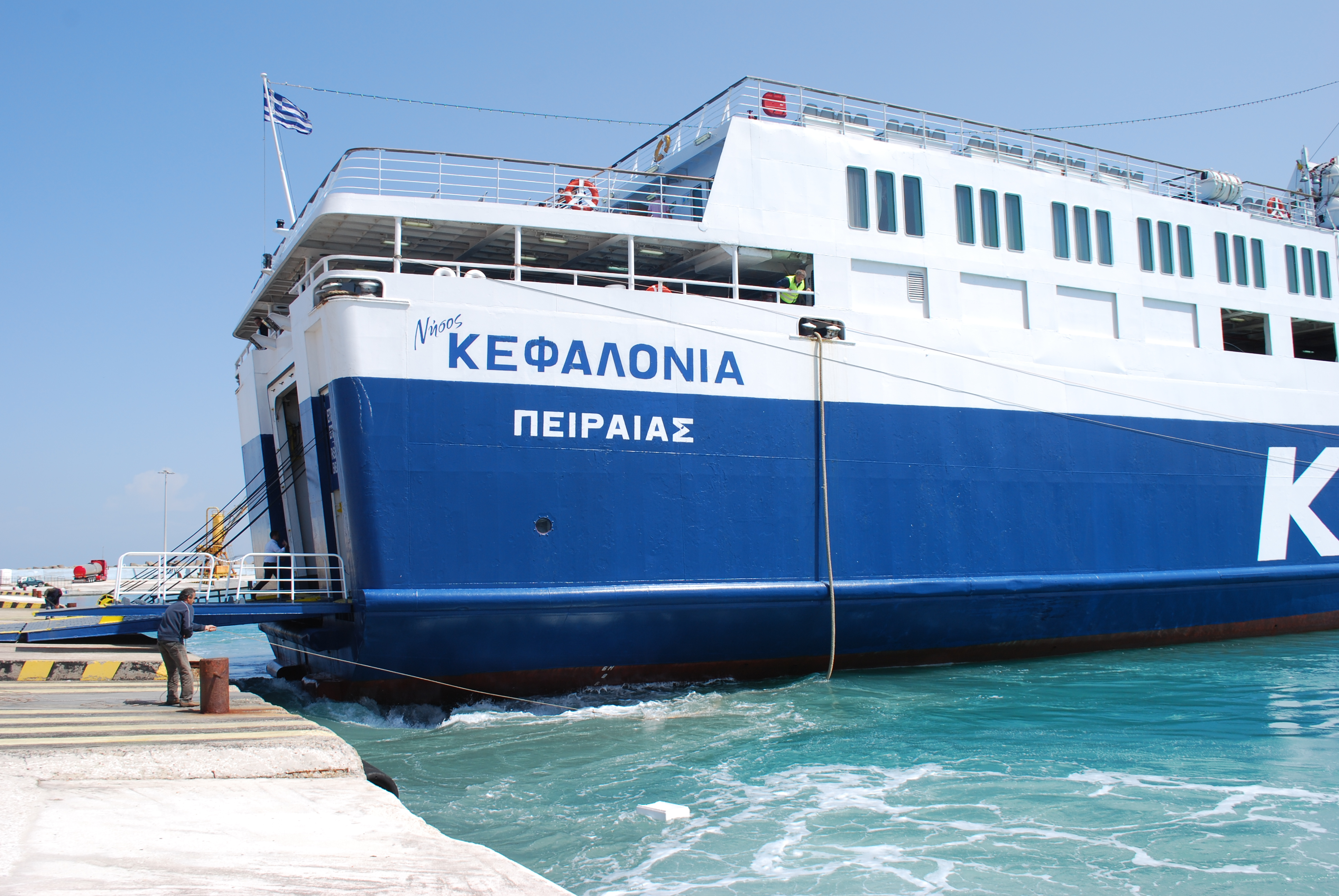
船尾
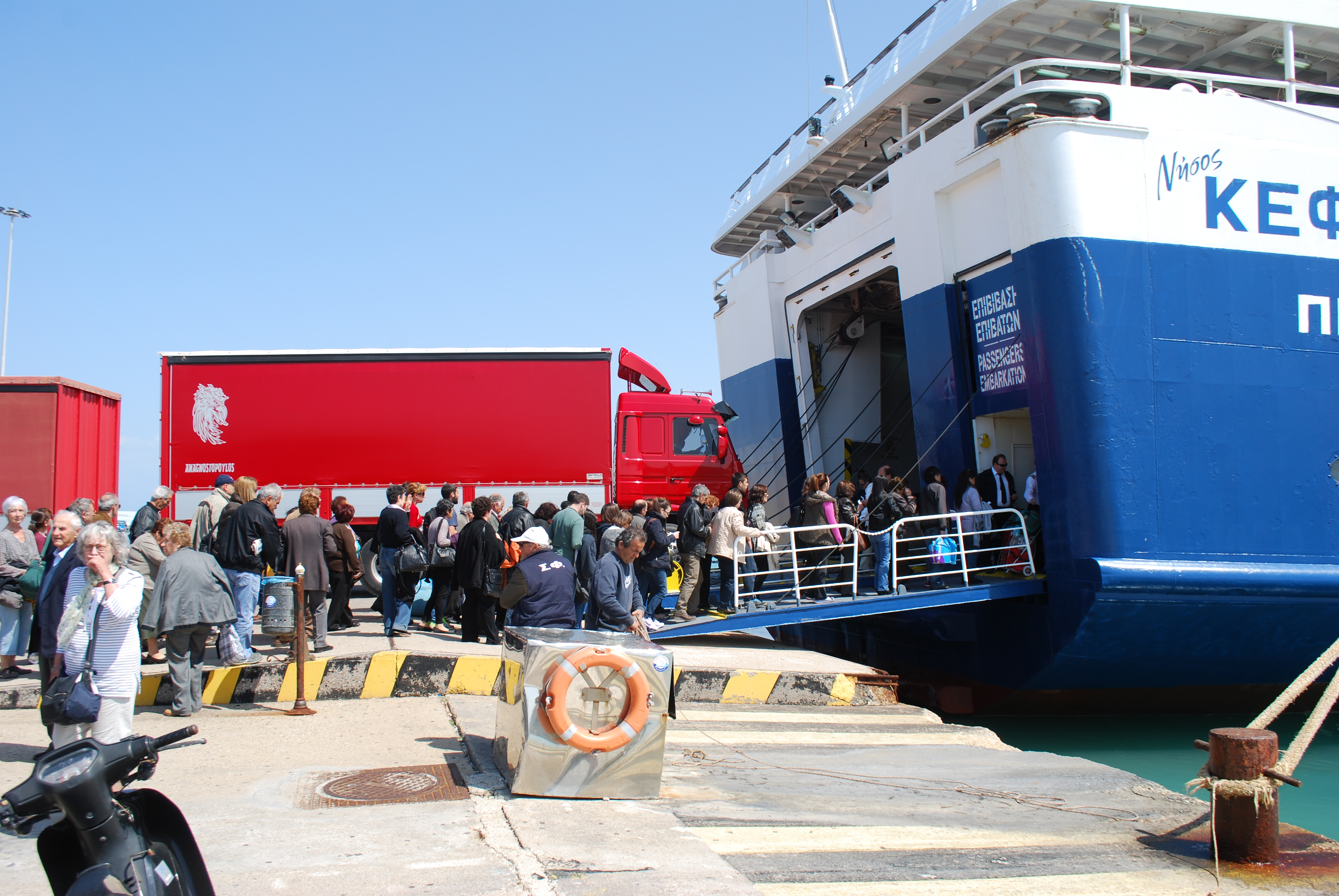
乗下船
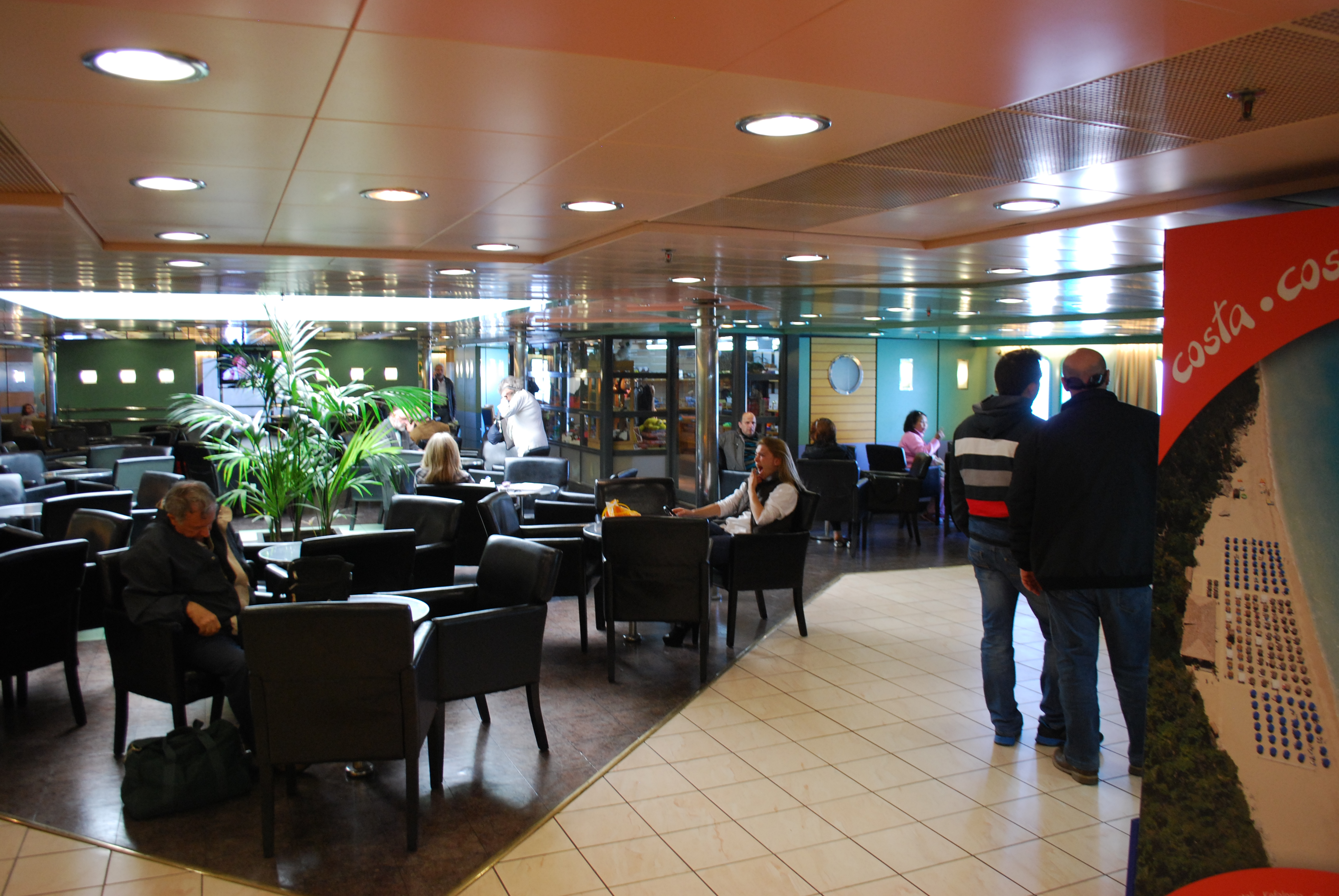
エントランス
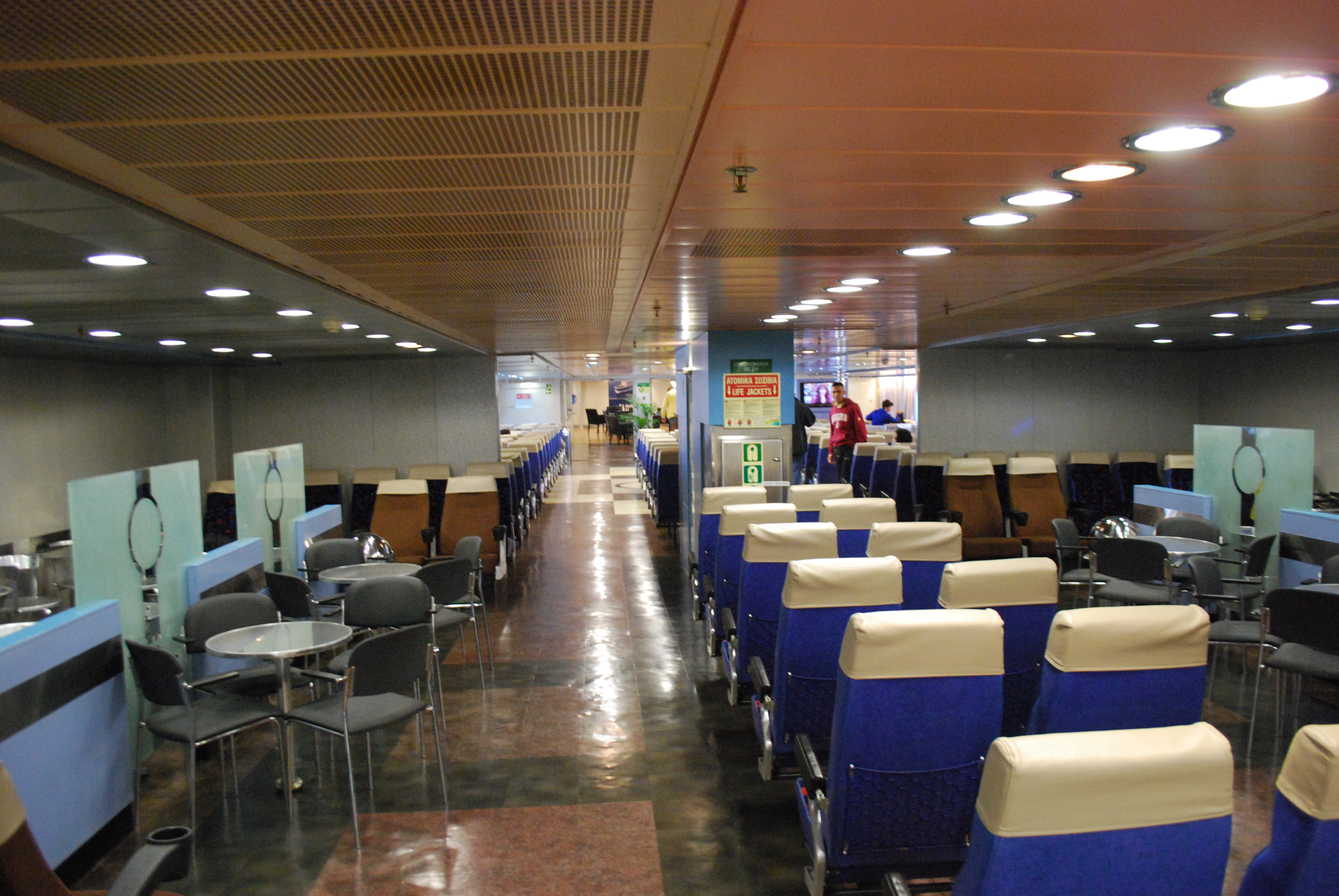
船室
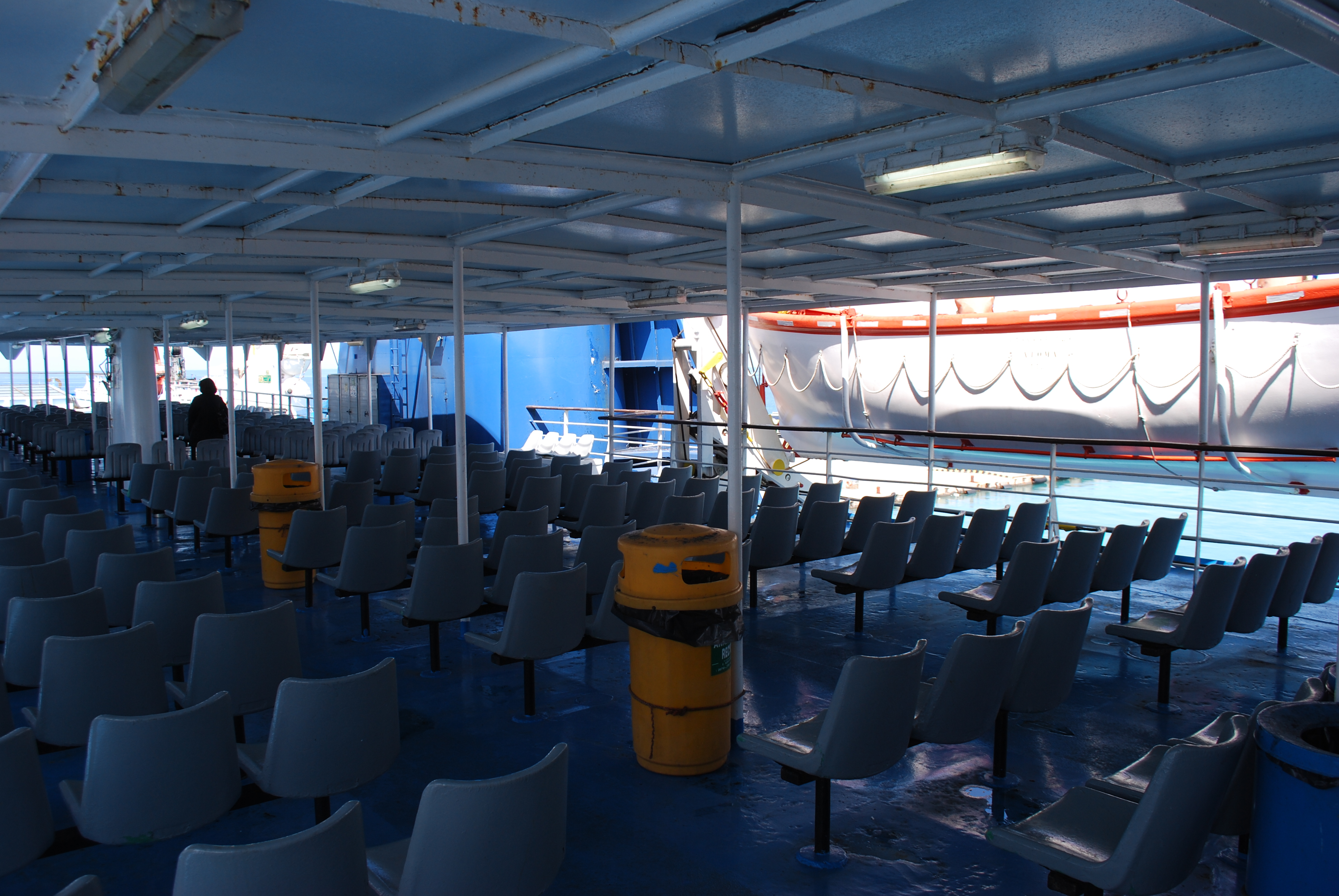
デッキ
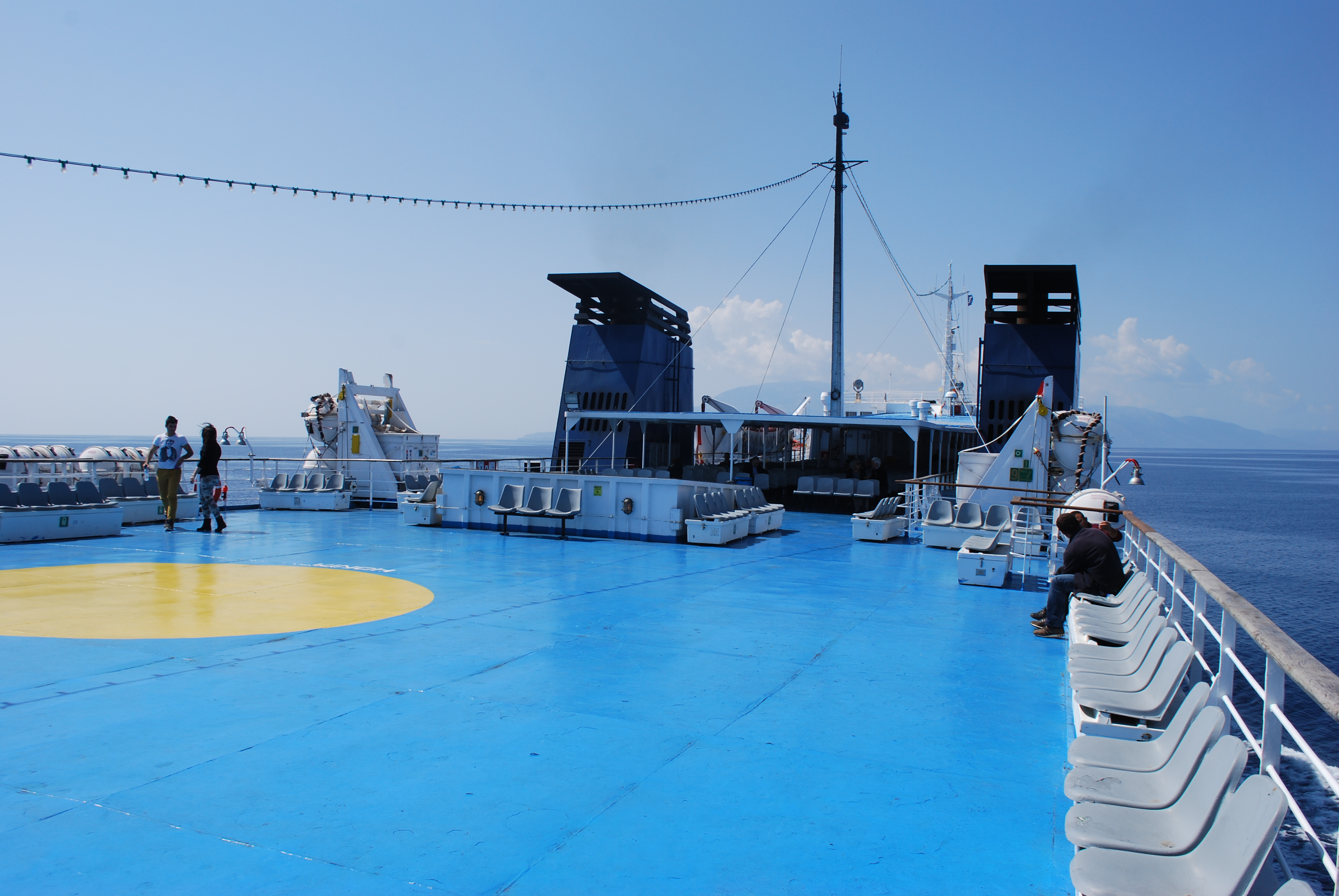
デッキ
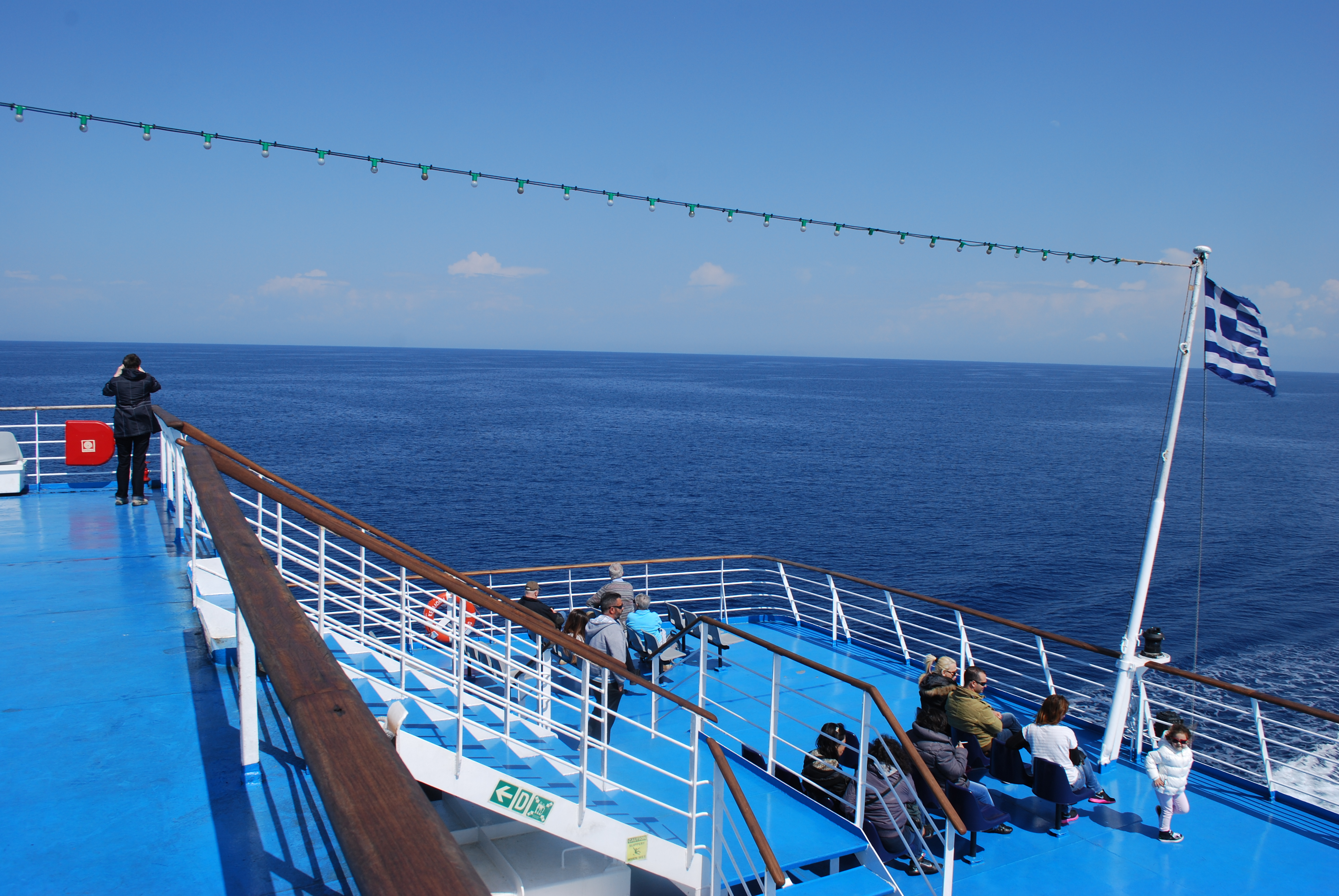
デッキ
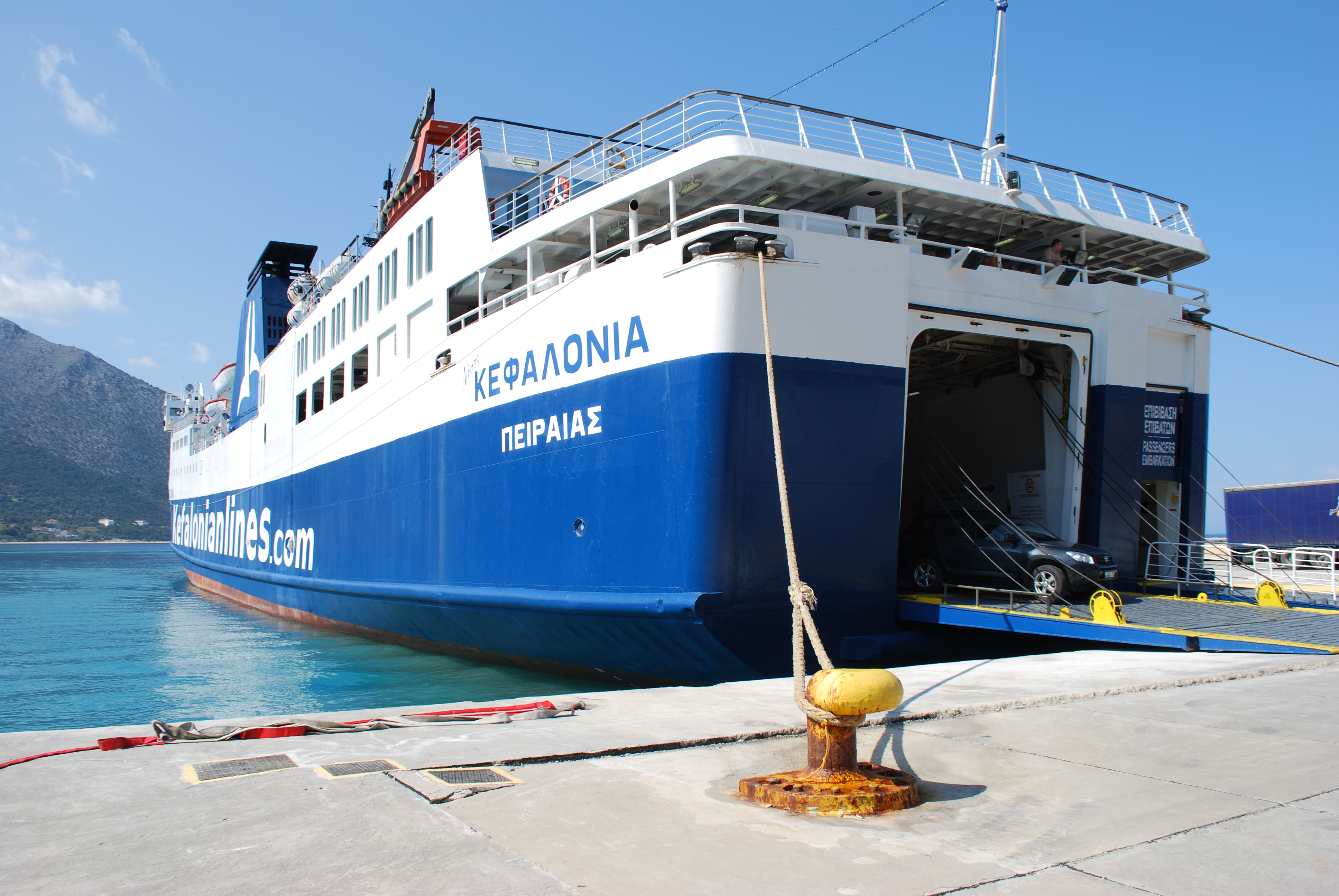
船尾方